# Leonore
Leonore ist ein weiblicher Vorname.

## Herkunft und Bedeutung
Leonore ist durch Verkürzung aus dem Vornamen Eleonore entstanden. Die spanische und portugiesische Form kann auch ein männlicher Vorname sein.

## Namensträgerinnen
- Leonore Auerbach (* 1933), deutsche Politikerin (SPD), Bürgermeisterin von Hildesheim
- Leonore Bartsch (* 1988), deutsche Popsängerin und Songwriterin
- Leonore Brecher (1886–1942), österreichische experimentelle Zoologin
- Leonore Capell (* 1970), deutsche Schauspielerin
- Leonore Ehn (1888–1978), österreichische Schauspielerin
- Leonore Gewessler (* 1977), österreichische Politikerin (Die Grünen) und Umweltaktivistin
- Leonore Goldschmidt (1897–1983), deutsche Pädagogin
- Leonore Krenzlin (* 1934), deutsche Germanistin
- Leonore Mau (1916–2013), deutsche Fotografin
- Leonore Niessen-Deiters (auch: Leonore Deiters-Quesada; 1879–1939), deutsche Journalistin und Schriftstellerin
- Leonore Pany (1877–1965), österreichische Schriftstellerin und Komponistin
- Leonore Lilian Maria, Prinzessin von Schweden (* 2014), Tochter von Prinzessin Madeleine von Schweden und Christopher O’Neill
- Leonore Siegele-Wenschkewitz (1944–1999), deutsche Kirchenhistorikerin
- Leonore Teles de Menezes (um 1340–1386), Königin von Portugal
- Leonore Vespermann (1900–1974), deutsche Malerin des Spätexpressionismus und der Neuen Sachlichkeit
- Leonore Wolters-Krebs (* 1938), deutsche Architektin und Stadtplanerin

Fiktion
- Leonore: Frauenfigur in der Oper Fidelio von Ludwig van Beethoven. Die Urversion der Oper hieß Leonore.